# Swish (電子決済)
Swish（スウィッシュ）は、スウェーデンの非接触型決済システム。
2012年にサービスが開始され、2017年時点ではスウェーデン国民の半数以上がSwishを利用していると言われる。30歳未満の成人に限れば、約90%が利用しているとも言われている。ただし、店頭決済における利用はさほど進んでいないとの報告もある。

## 概要
スウェーデンの主要銀行11行で共同開発されたスマートフォン用の決済アプリケーションであり、携帯電話の電話番号とBank IDと呼ばれる番号を紐づけることによって、相手の電話番号を指定することで、自身の銀行口座から支払い、相手口座への送金などを行える。相手の電話番号を指定する以外にも、自身のスマートフォンの画面に個人を識別するQRコードを表示し、これを相手に読み取らせることでも送金が可能。
Bank IDは、スウェーデン国民に出生時に割り振られる個人識別番号と名前と電子証明書とを統合したものであり、個人の本人証明に使用することもでき、法的な拘束力もある。
2015年12月のSwishによる取引件数は1000万回を超えており、スウェーデンの路上で雑誌を売っているホームレスですら、Swishによる支払いを受け付けている。

## 事件
Swishに関連した事件を以下に挙げる。
- 2014年夏に開催されたスウェーデン初の大規模なキャッシュレス野外音楽フェスティヴァルでは、電子決済システムが初日にクラッシュしたため、会場で飲食物などを購入できなくなった[7]。
- 2014年に、Swishであらゆるユーザーの取引記録にアクセスできてしまうというバグが発見された[7]。
- 2015年7月にゴットランド島で「強盗からSwishを使って金を払うよう強要された」という訴えが警察に届けられた。容疑者の特定は決済履歴による追跡によって即座に行われたが、容疑者は「ビールの支払いのための合意に基づくもの」と主張。立件するには証拠不十分として、容疑者は釈放されている[7]。
- スウェーデンを旅行で訪れたロシア人がバスの乗車賃を現金で支払おうとしたところ、バスの運転手は現金の受け取りを拒否した[7]。なお、スウェーデン首都を含むストックホルム県の公共交通機関であるストールストックホルムス・ロカールトラフィークではバス乗車の際には交通機関専用のICカードである「SLカード」を事前購入して用いるか、スマートフォンに専用のアプリケーション「SL-biljetter」をインストールし決済方法を設定しておく必要がある[5]。